# ザ・グレイトバトル外伝2 祭りだワッショイ
ザ・グレイトバトル外伝2 祭りだワッショイは、1994年1月28日にバンプレストから発売されたスーパーファミコン用アクションゲーム。

## 概要
SDにディフォルメされたロボットアニメや特撮作品のキャラクターが戦うクロスオーバー作品「コンパチヒーローシリーズ」の1つ。シリーズ内シリーズであるグレイトバトルシリーズの外伝作品。タイトルにもあるとおり、祭りをテーマにしており、キャラクターの装飾やアイテムなどは祭りに関係するものである。なお、今回はサイドビューである。コンティニューはパスワード方式。
ゲームの進行は、ステージフィールド内にある中ボスステージへの入り口から中ボスを倒した上で、ミニゲームを最低2回クリアするとボスステージの入り口が開く。ステージボスを倒すことで次のステージへ移行する。最終ステージをのぞいた4つのステージはそれぞれ、春、夏、秋、冬の実在の地方の祭りに関係する。
操作キャラクターはゲーム開始時に一人を選び、それによって性能やSアイテムの効果が変化する。ステージ内にあるお面屋を利用することでキャラを変えることができる。ただし最終面では、キャラ選択を行った後に出撃するため変更することはできない。
ステージ内には屋台があり、敵から得る、またはステージ内においてあるお金を消費することでアイテムを買うことができる。なお、アイテムはステージ内に置いてある物、及び敵を倒したときに落とすものもある。また、キャラ固有の必殺技を出せるSマークのアイテムは非売品である。

## ストーリー
祭りを楽しむ大勢の人で賑わう「コンパチワールド祭り」を手中に収めようと、いくつもの祭りを支配してきたフェスティバル大帝による侵略が始まった。コンパチヒーローであるステイメン、グレート、RX、ロアの4人は、祭りの平和を取り戻すため、フェスティバル大帝の野望に立ち向かう。

## ミニゲーム
最終ステージをのぞいて、ステージ内にいる敵をいくつか倒すと、画面横から空飛ぶミニゲーム小屋が登場し、それに触れることでミニゲームへ移行する。なお、ミニゲーム小屋には、赤、水色、緑のいずれかの色が着いており、それによってミニゲームの内容が変化する。色は一定時間で変わる。
ミニゲームは、上述の色によって、縦スクロールシューティングゲーム、落ちものパズル、ブロック崩しの3つに分けられている。なお、ブロック崩しとシューティングゲームについてはプレイ中のステージに応じて構成が変化する。
ミニゲームを2回クリアすることで、ボスステージへの入り口を開く条件の1つを満たしたことになり、これに加えて中ボス撃破を達成できていればボスステージへの入り口が開く。3回クリアすることでボス戦時に援護を受けられるようになる。
ボス戦後はお金を稼ぐことのできる「ひよこ拾い」のミニゲームに挑戦することができる。
以上の4つのミニゲームは、ミニゲームモードで自由に遊ぶことができる。

## アイテム
わたがし屋
わたがし
投げた後、一定時間後に画面内の敵全てにダメージを与える。連続で攻撃できないが、その分威力は高い。
とうもろこし屋
とうもろこし
画面の端まで飛んでいく。連射が利くが、威力は低い。
たこ焼き屋
たこ焼き
放物線上に投げる連射が可能な飛び道具。威力は普通。
おもちゃ屋
風船
キャラクターの上部に設置。一定時間ジャンプ力を上げ、落下速度を下げる。
ねずみ花火
キャラクターの周りを火の弾が回る。一定時間無敵になる。
ラムネ
取得した時点でキャラクターのライフを回復する。色によって回復量が異なる。少し回復するものと、全回復の2種類がある。
さんど笠
投げ放った後、キャラクターの元へゆっくり戻る。誘導型ブーメランのようなアイテム。
水ヨーヨー
水ヨーヨーを短距離の敵に向かって当てる。
お面屋
お面
お面を買うことでプレイヤーキャラクターをチェンジできる。
非売品
スペシャルアイテム
屋台では買えない攻撃用アイテム。各キャラクターによって異なる攻撃を行う(使用回数もそれぞれ異なる)。